# Joannes Lampens
Joannes (Jan) Lampens, né  le 29 décembre 1850 à Gand et mort dans la même ville le 22 juillet 1922 fut un homme politique belge flamand, membre du parti ouvrier belge.

## Biographie
Lampens fut fabricant de meubles puis de pianos. Il fut la figure de proue du syndicat des travailleurs du bois à Gand, fondant en 1880 la Fédération gantoise des fabricants de meubles, qui fusionna cinq ans plus tard avec celui des travailleurs du bois et dont il devint président. En 1884, il cofonda la Fédération nationale des travailleurs du bois, qui mena en 1912 à une centrale du bois. Lampens fut élu conseiller communal (1895-1922) et échevin de l'état civil (1910-16) de Gand. Il fut élu député de Gand (1908-1922) pour le POB. Il fut membre de la coopérative Vooruit (1883) et des libres-penseurs gantois (1893). Il fut administrateur de la Bourse du Travail gantoise (1903-07) et du Fonds de Chômage de la ville de Gand ; membre du Haut Conseil du Travail et de l'Industrie (1897-1902).
Lampens fut arrêté pendant la Première Guerre mondiale en 1916 et enfermé pour faits d'espionnage.
Il fut administrateur de diverses entreprises reliées à la Banque du Travail et vice-président de la Fédération des anciens prisonniers politiques et de la Maison des Orphelins de Guerre.

## Sources
- sa Bio sur ODIS